# 新洲崎ジャンクション
新洲崎ジャンクション（しんすざきジャンクション）は、愛知県名古屋市中村区名駅南にある名古屋高速都心環状線・名古屋高速2号東山線・名古屋高速5号万場線が接続するジャンクション (JCT) である。

## 概要
2号東山線と5号万場線が東西方向に本線上で直通し、南北方向の都心環状線と5号万場線との間の連絡路が設置されている構造である。当JCTでは2号東山線と都心環状線との間の連絡路がないため、この2路線間の連絡は丸田町ジャンクションを利用する必要がある。
都心環状線が時計回り一方通行の関係で、千音寺方面から3号大高線方面および4号東海線方面へ行くには当JCTから都心環状線を経由する必要がある。なお、5号万場線から都心環状線と3号大高線および4号東海線へは当JCTをもって最後の連絡となる（2号東山線を直進すると、この先の丸田町JCTで都心環状線に流入することは不可能であるため）。

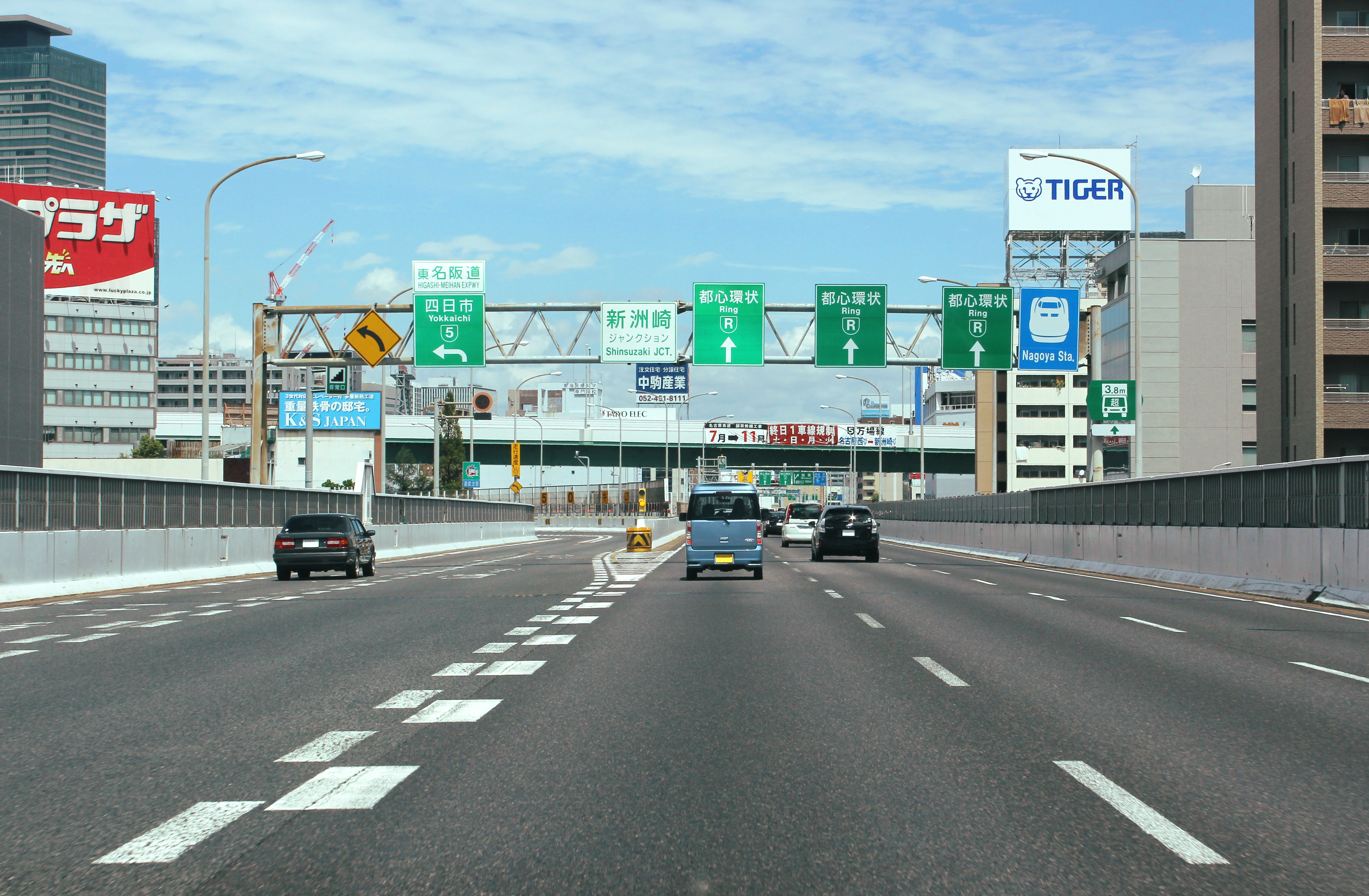
都心環状線側の分岐点。左右に横切るのは5号万場線から2号東山線への直通線。
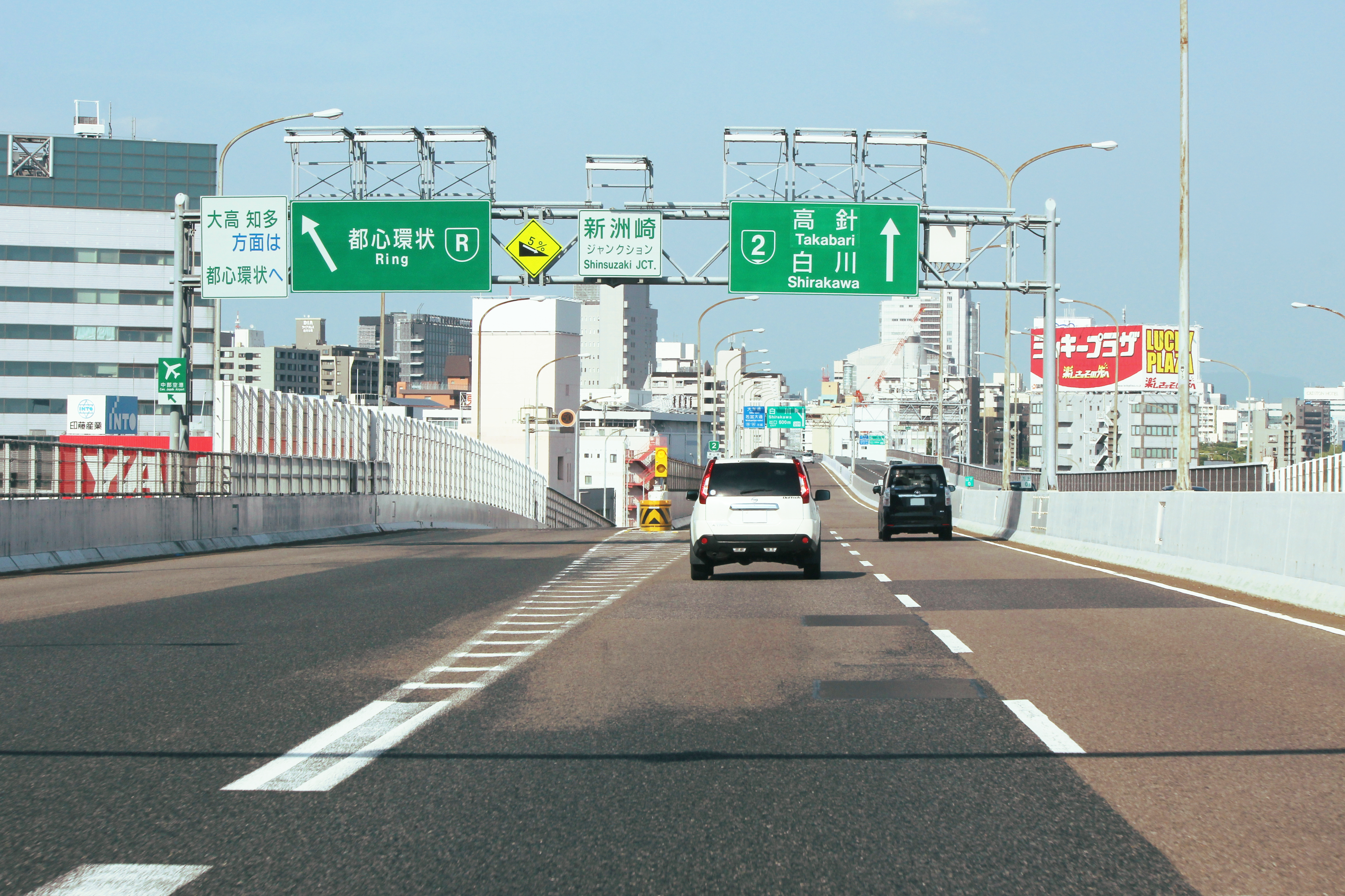
5号万場線側の分岐点。直進すると2号東山線。
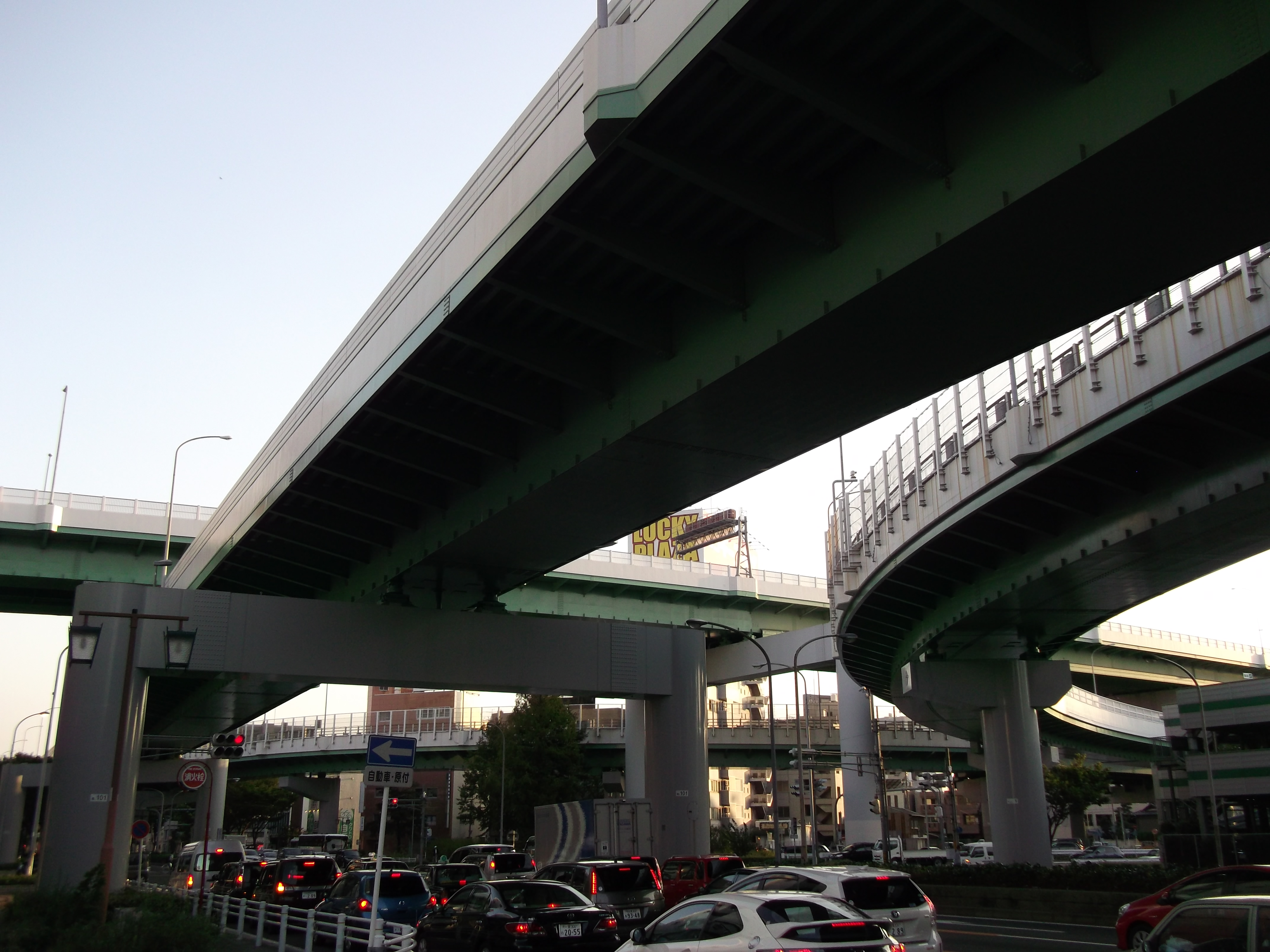
右が万場線で左が東山線。都心環状線との接続ランプがあるのは万場線のみ。

名古屋市道広井町線（名古屋駅およびささしまライブ駅方面）に接続する（仮称）新洲崎出入口（しんすざきでいりぐち）（ハーフインターチェンジ）の設置が2027年（令和9年）度の完成を目指して事業中である。
2号東山線の下を通る若宮大通の起点・新洲崎橋がジャンクション直下・名駅南3丁目交差点の東隣にある。

## 道路
- 名古屋高速都心環状線
- 名古屋高速2号東山線
- 名古屋高速5号万場線

## 歴史
- 1986年（昭和61年）10月27日 : 5号万場線名古屋西JCT - 2号東山線白川開通
- 1987年（昭和62年）8月31日 : 都心環状線名駅出口（現・錦橋出口[7]） – 新洲崎JCT (0.8km)開通[2]
- 1988年（昭和63年）4月26日 : 都心環状線新洲崎JCT – 山王JCTおよび山王JCT - 東別院開通[8]。

## 隣
名古屋高速都心環状線
(R04) 東別院入口 - 山王JCT - 新洲崎JCT - (R05) 錦橋出口
名古屋高速2号東山線
新洲崎JCT - (201/211) 白川出入口
名古屋高速5号万場線
新洲崎JCT - (501/511) 黄金出入口